# Józef Sebesta
Józef Sebesta (ur. 12 kwietnia 1945 w Starym Koźlu) – polski polityk, samorządowiec, magister inżynier mechanik, od 2006 do 2013 marszałek województwa opolskiego.

## Życiorys
Ukończył studia na Politechnice Wrocławskiej. Jego kariera zawodowa związana przez długi czas była z Zakładami Azotowymi w Kędzierzynie-Koźlu, w których początkowo pracował od 1969 do 1977. Następnie, w latach 1977–1979 był zatrudniony jako kierownik ruchu w Hucie Katowice. W 1979 powrócił do Zakładów Azotowych Kędzierzyn, gdzie awansował od kierownika wydziału do prezesa zarządu w 1994. Od 2001 do 2006 był prezesem zarządu Gliwickiego Przedsiębiorstwa Wózków Podnośnikowych S.A.
W latach 1998–2002 sprawował mandat radnego sejmiku opolskiego I kadencji. Ponownie radnym został po wyborach samorządowych w 2006, wybrano go wówczas także na marszałka województwa. Oba te stanowiska utrzymał również w 2010. W 2013 złożył rezygnację z urzędu marszałka, motywując to względami zdrowotnymi. Na tej funkcji zastąpił go Andrzej Buła.
Należał do Unii Wolności, od 2001 działa w Platformie Obywatelskiej. Mieszka w Kędzierzynie-Koźlu.
W 2011 prezydent Bronisław Komorowski odznaczył go Krzyżem Kawalerskim Orderu Odrodzenia Polski.